# Georg Fleischmann
Georg Jobst Ernst Johann Fleischmann (* 14. Juli 1906 in Kolberg (Hinterpommern); † 31. Dezember 1970 in Erlangen) war ein deutscher Jurist und Kriminalpolizist. 1963 kam der Verdacht auf, er habe sich in der Zeit des Nationalsozialismus der Beihilfe bzw. Mittäterschaft an organisierten Mordtaten, deren Opfer hauptsächlich Juden waren, schuldig gemacht. Er starb während des sich über Jahre hinziehenden Strafverfahrens.

## Ausbildung und Beruf
1928 legte Fleischmann in seiner pommerschen Geburtsstadt Kolberg das Abitur ab. Er studierte Rechtswissenschaft an der Universität Erlangen und war seit Wintersemester 1928/29 Mitglied der Erlanger Burschenschaft Frankonia. Er schloss das Studium 1932 mit der Promotion ab. Im Juli 1933 trat er in Königsberg (Ostpreußen) als Kriminalkommissaranwärter in den Polizeidienst ein, im Dezember desselben Jahres wurde er Kriminalkommissar auf Probe, später Beamter auf Lebenszeit.

## Zeit des Nationalsozialismus
Während seines Studiums trat Fleischmann zum 1. Oktober 1930 der NSDAP bei (Mitgliedsnummer 332.884). Von Oktober 1931 bis September 1938 war er Mitglied der SA, von November 1938 bis zum Ende des Zweiten Weltkriegs unter Nummer 310.191 Mitglied der SS. Zunächst fungierte er als SS-Obersturmführer im SD-Hauptamt, während seiner Teilnahme am Krieg gegen die Sowjetunion als stellvertretender Leiter der Gestapo im Stab der Einsatzgruppe B.

## Nachkriegszeit
Indem Fleischmann seine NS-Vergangenheit verheimlichte, erreichte er nach dem Zweiten Weltkrieg im Entnazifizierungsverfahren seine Einstufung als sogenannter Mitläufer. Im August 1955 wurde er als Kriminaloberkommissar in den Kriminaldienst des Landes Rheinland-Pfalz übernommen, im Dezember 1956 wurde ihm die Leitung der Kriminalpolizei Ludwigshafen übertragen. In dieser Funktion koordinierte er im Frühjahr 1961 die pfalzweite Großfahndung nach dem Gewalttäter Bernhard Kimmel und der nach diesem benannten Bande.
Im November 1963 wurde Fleischmann verhaftet und von seinem Amt suspendiert, weil der dringende Verdacht aufgekommen war, er habe sich im Zweiten Weltkrieg bei Smolensk (Russland) an der Erschießung von zehn bis zwölf Juden beteiligt. Nachdem er im Dezember 1963 ein Teilgeständnis abgelegt hatte, wurde die Untersuchungshaft im September 1964 gegen Meldeauflagen außer Vollzug gesetzt. Nach weiteren Ermittlungen beantragte die Staatsanwaltschaft in Kiel im Februar 1967 die gerichtliche Voruntersuchung gegen Fleischmann wegen Beihilfe zum Mord in 17.000 Fällen. Während des dann angelaufenen Strafverfahrens erkrankte Fleischmann 1969 schwer, seine Geschäfts- und Vernehmungsunfähigkeit wurde festgestellt. Im Dezember 1970 starb er, ohne dass das Verfahren zu einem Ergebnis gekommen war. Daraufhin wurde gemäß $ 206 a StPO das Verfahren eingestellt.
Sein Sohn war der Regisseur Peter Fleischmann (1937–2021).